# Bastian Heidenfelder
Bastian Heidenfelder (* 8. Januar 1986 in Ansbach) ist ein ehemaliger deutscher Fußballspieler, Sportfunktionär und heutiger Fußballtrainer.

## Karriere als Spieler
In der Jugend spielte Bastian Heidenfelder in seiner mittelfränkischen Heimat für den TV Leutershausen, die SpVgg Ansbach 09 und den 1. FC Nürnberg und ging dann zum TSV 1860 München. Mit den B-Junioren der 60er erreichte er das Halbfinale um die deutsche Meisterschaft. Zudem bestritt Heidenfelder drei Junioren-Länderspiele.
Direkt nach der Jugendzeit wechselte der Stürmer in die Bayernliga zum FC Ismaning und ein Jahr später in die Oberliga Baden-Württemberg zum TSV Crailsheim. Dort spielte er gleich eine erfolgreiche Saison mit 12 Saisontoren in 29 Spielen. Auch in der Saison 2007/08 trug er wieder 10 Tore zum Mannschaftsergebnis bei, doch der Verein verpasste die Qualifikation für die neue Regionalliga und blieb in der nach der Ligareform nur noch fünftklassigen Oberliga.
Er spielte noch ein weiteres halbes Jahr in Crailsheim, dann holten ihn in der Winterpause der 1. FC Heidenheim in die Regionalliga Süd. Der FCH wollte den Aufstieg in Angriff nehmen und mit sieben Toren in den verbleibenden 17 Spielen trug Heidenfelder zur Meisterschaft und damit zum Aufstieg in die 3. Liga bei. Sein Profidebüt gab er am 25. Juli 2009, als er beim 2:2-Unentschieden gegen den Wuppertaler SV Borussia am ersten Spieltag der Saison 2009/10 in der Startaufstellung war. Mit acht Toren in 33 Partien spielte er eine erfolgreiche erste Profisaison. Im Jahr darauf ereilte ihn jedoch ein Adduktorenabriss, der ihn die gesamte Hinrunde kostete, und die Rückrunde benötigte er, um langsam wieder an das Team heranzukommen. In der Saison 2011/12 war er wieder in der Stammelf, allerdings wurde er bei 29 Einsätzen sehr oft vorzeitig ausgewechselt und blieb mit nur vier Saisontoren weit hinter seinen früheren Leistungen zurück.
Zur Saison 2014/15 schloss er sich dem Verbandsliga-Aufsteiger TSV Essingen an, bei dem er seine Spielerkarriere Ende 2015 beendete.

## Karriere als Vereinsfunktionär und Trainer
Am 1. Januar 2016 übernahm Heidenfelder die neu geschaffene Position als sportlicher Assistent von Geschäftsführer Holger Sanwald beim Zweitligisten 1. FC Heidenheim. Am 1. Januar 2017 übernahm er im Verein die neu geschaffene Stelle des sportlichen Leiters und war damit der jüngste sportliche Leiter im deutschen Profifußball. Bereits neun Monate später wurde durch den Klub verkündet, dass Heidenfelder auf eigenen Wunsch die sportliche Leitung wieder abgab und fortan die stellvertretende Leitung des vereinseigenen Nachwuchsleistungszentrums übernimmt.
Im September 2017 wurde Heidenfelder unter dem ebenfalls neu eingesetzten Trainer Jens Bauer zudem Co-Trainer der U19 des Vereins, welche zur Saison 2017/18 erstmals in der A-Junioren-Bundesliga antrat. Fortan war er also sowohl als Co-Trainer der U19, als auch als stellvertretender Leiter des gesamten Nachwuchsleistungszentrums tätig. Im September 2022 erhielt er eine zusätzliche Position als Übergangstrainer im Nachwuchs und gab infolgedessen die stellvertretende Leitung des Nachwuchsleistungszentrums wieder ab. Zu dieser Zeit war nicht geplant die Stelle nachzubesetzen.
Nach über acht Jahren verließ er die Heidenheimer im Sommer 2024, um einen Beruf außerhalb des Profifußballs anzunehmen. Daneben wurde er im Amateurbereich Co-Trainer beim Aalener Verbandsligisten TSG Hofherrnweiler-Unterrombach.

## Erfolge
- Aufstieg in die 3. Liga mit dem 1. FC Heidenheim 2009